# Jacob Bøge
Jacob Bøge (født 16. februar 1995) er en dansk floorballspiller, som spiller i Benløse Floorball Club med nummeret 7.
Han har deltaget i U19-VM for Danmark, og han blev kåret til Årets Fund i dansk floorball i 2013.
Bøge blev den 28. november 2013 udtaget til herrelandsholds VM-kvalifikation i Holland.
Udtaget til A-VM 2014 i Sverige sammen med holdkammeraten Daniel Mac Cabe som de klart yngste spillere i den danske VM trup. 
Spiller nr.: 16. Jacob Bøge Larsen
Position: Forward
Født: 16-02-1995
Klub: Benløse FC
VM: 0
Landskampe: 8
Point: 4+2 = 6